# 里弗代爾 (愛荷華州)
里弗代爾（英語：Riverdale）是一個位於美國愛荷華州斯科特縣的城市。

## 地理
里弗代爾的座標為41°32′08″N 90°28′02″W / 41.53556°N 90.46722°W，而該地的平均海拔高度為184米（即604英尺）。

## 人口
根據2010年美國人口普查的數據，里弗代爾的面積為5.70平方千米，當中陸地面積為4.77平方千米，而水域面積為0.93平方千米。當地共有人口405人，而人口密度為每平方千米71人。